# Corrispondente X
Corrispondente X (Comrade X) è un film del 1940 diretto da King Vidor e prodotto dalla Metro Goldwin Mayer.

## Trama
Corrispondente X è il nome dato dalle autorità russe a un giornalista anonimo che invia in occidente storie spiacevoli sull'Unione Sovietica stalinista. Il reporter Mac Thompson (Clark Gable), corrispondente da Mosca per Texas Bugle, è quel misterioso scrittore di notizie. Affinché nessuno si metta sulle sue tracce, si traveste da irresponsabile bon vivant che da tempo ha tradito i suoi ideali giornalistici. Tuttavia, Vanja (Felix Bressart), un domestico dell'hotel di Mosca in cui alloggia Thompson, ha scoperto il suo segreto e decide di ricattarlo. Vorrebbe far uscire clandestinamente dal paese sua figlia, una comunista rigorosa per la cui vita il padre teme, a causa del suo impegno politico. Thompson alla fine accetta e si decide ad incontrare la figlia .
Costei (Hedy Lamarr) lavora come autista di tram sotto il nome di Theodore (Teodoro nell'adattamento italiano), perché solo gli uomini sono autorizzati a guidare i tram. Thompson cerca di convincere la ragazza, inflessibile comunista, ad intraprendere con lui un viaggio in America allo scopo di trasmettere i suoi ideali alle classi lavoratrici americane. Lei all'inizio è diffidente ma Thompson, per ottenere la sua simpatia, finge di essere comunista. Entrambi lavoreranno a una rivoluzione comunista negli Stati Uniti. 
Più tardi, Theodore visita Thompson in hotel per comunicargli che andrà con lui in America a patto che si sposino, perché questo è l'unico modo per  lasciare il paese.
Dopo una spartana cerimonia nuziale celebrata da un impiegato a uno sportello, la coppia viene arrestata. Infatti il commissario Vasiliev (Oskar Omolka), che ha preso il posto di un compagno morto di recente a causa di un "incidente d'auto", sospetta fortemente di Thompson a causa di una macchinetta fotografica truccata. Durante l'interrogatorio vengono coinvolti anche Theodore e Vanja. In prigione, di fronte alla concreta prospettiva della pena di morte, Thompson decide di tradire il leader dell'opposizione, un certo Bastakoff (Vladimir Solokoff) . Per questo, lui, Vanja e Theodore vengono di nuovo ricevuti dal commissario, ma con sua grande sorpresa  Thompson è scioccato nel vedere proprio Michael Bastakoff, l'ex leader dell'opposizione, nel ruolo di nuovo commissario. Anche il predecessore  Vasilev pare sia morto a causa del solito "incidente d'auto".
Thompson è in grado di comprare la sua via di fuga e quella di  Vanya e Theodore  grazie ai filmati incriminanti che ha su Bastakoff. Tuttavia, è solo questione di tempo prima che Bastakoff decida di farli uccidere. Fuggono in auto, poi dirottano un carro armato e un generale e, dopo un rocambolesco inseguimento ad opera dell'esercito sovietico (in realtà l'intera divisione di carri armati seguiva supinamente il carro del generale), si mettono infine in salvo attraversando il confine rumeno.

## Produzione
Il film fu prodotto dalla Metro-Goldwyn-Mayer e dalla Loew's.

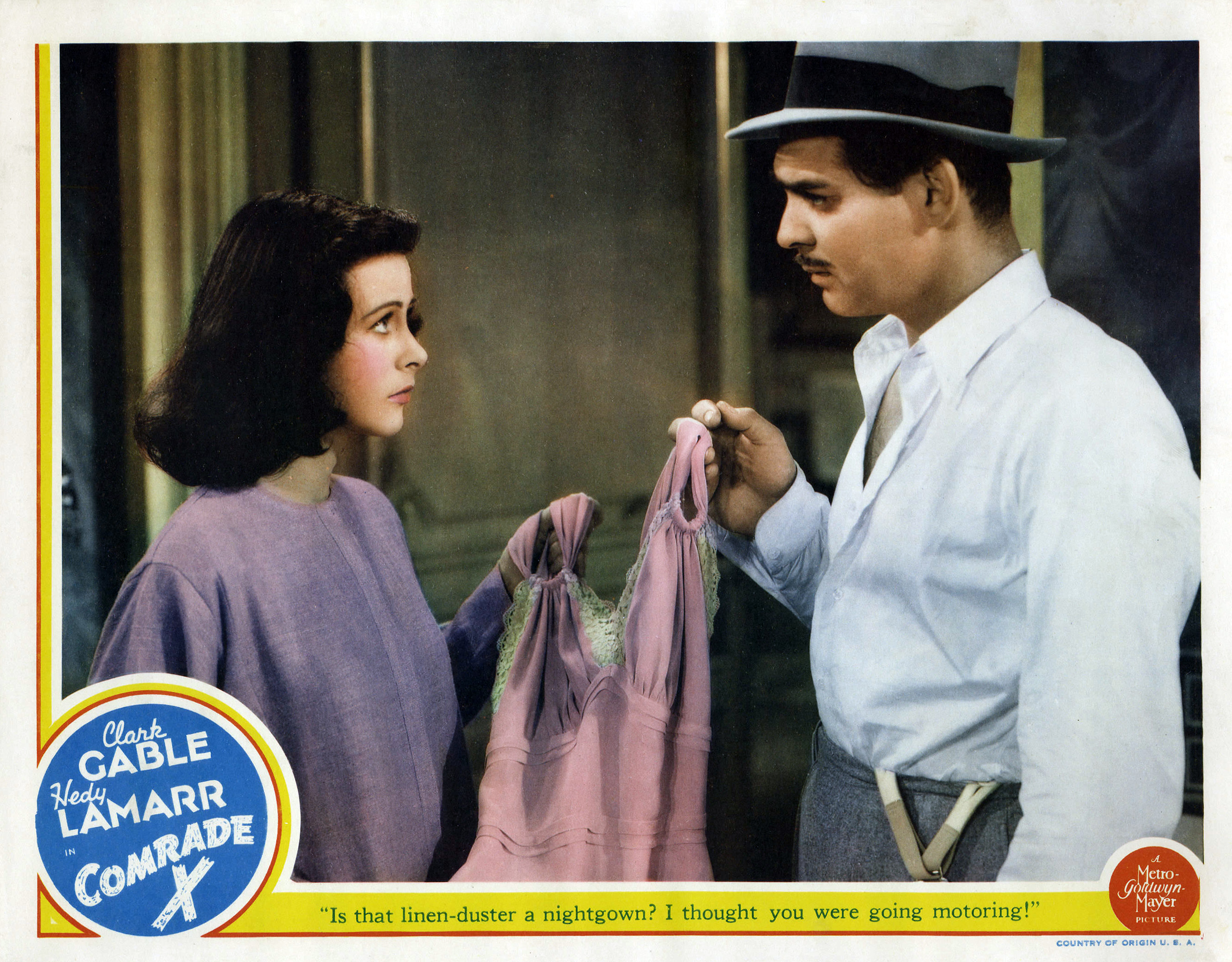
Hedy Lamarr e Clark Gable in una lobby card del film

## Distribuzione
Distribuito dalla Metro-Goldwyn-Mayer, il film uscì nelle sale cinematografiche USA il 13 dicembre 1940.